# 2,3-dimetilhexano
El 2,3-dimetilhexano es una alcano ramificado con fórmula molecular C8H18.